# Гейер, Карл Андреас
Карл Андреас Гейер (30 ноября 1809 — 21 ноября 1853) — немецкий ботаник.

## Биография
Ещё подростком Гейер работал учеником-садовником в Цабельтице (Майсен), а в 1830 году стал ассистентом в ботаническом саду Дрездена. С 1835 до 1844 годы он провёл ботанические исследования в нескольких экспедициях на территории Соединенных Штатов Америки. В 1838—40 годах работал ботаником на Верхнем Среднем Западе для географа Джозефа Николлета, а в 1841—42 собирал образцы растений в Иллинойсе, Миссури и на территории Айова для ботаника Джорджа Энгельмана.
Впоследствии он присоединился к исследователю Уильяму Стюарту Драммонду в экспедиции по территории современных штатов Небраска и Вайоминг. В конце концов, Гейер разошёлся со Стюартом и самостоятельно провел обширные ботанические исследования на территории современного Орегона. В 1845 году он вернулся в Германию, купил землю в Майсене и основал питомник. В последние годы своей жизни он был редактором садоводческого журнала «Die Cronik des Gartenwesens».
Ботаническая коллекция Гейера объёмом почти 10 000 экземпляров была приобретена Королевскими ботаническими садами в Кью.

## Награды
Ряд видов растений названы в честь К. А. Гейера, в том числе Allium geyeri (лук Гейера) и Euphorbia geyeri (молочай Гейера).